# Wytłaczanka

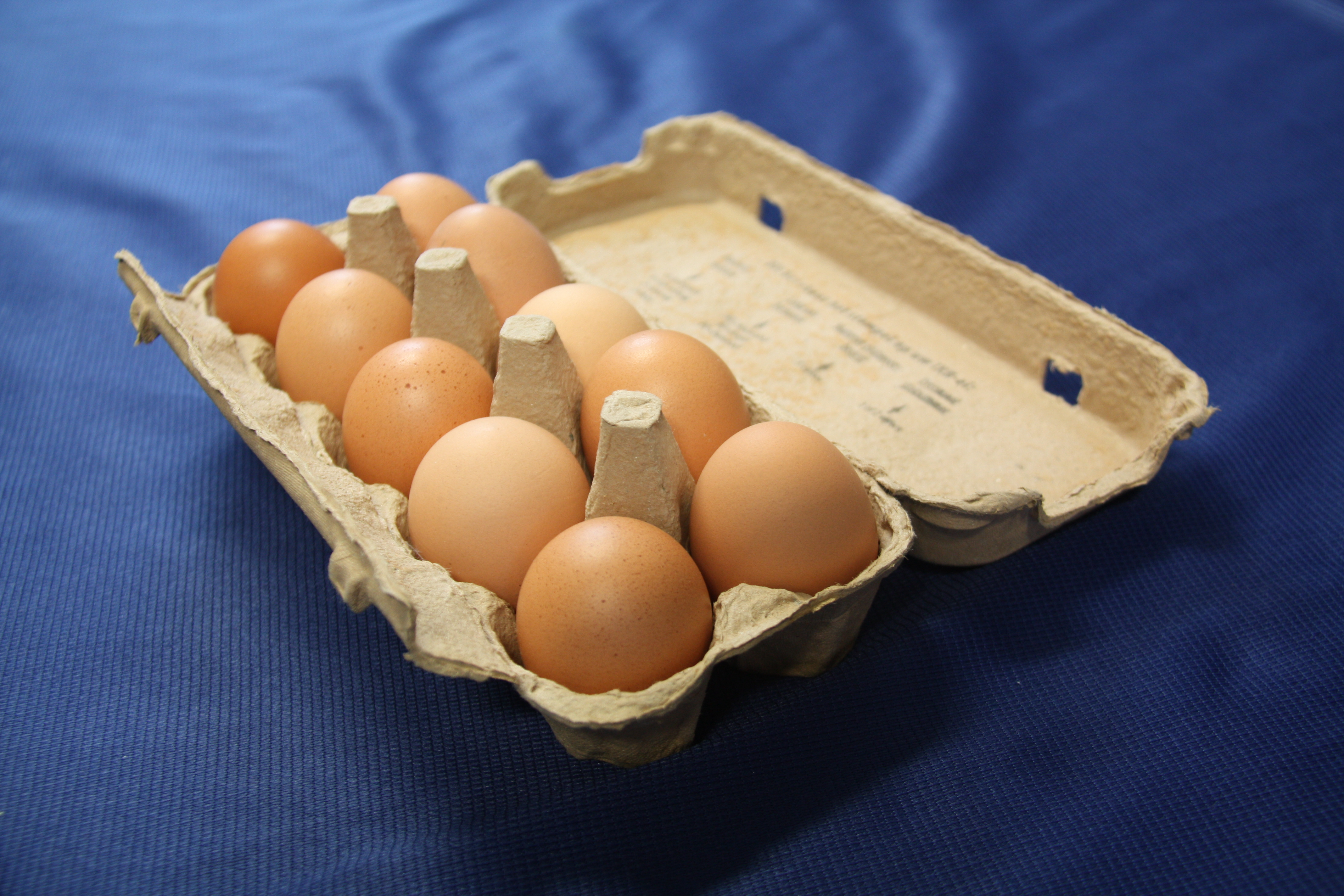
Wytłaczanka z kurzymi jajkami

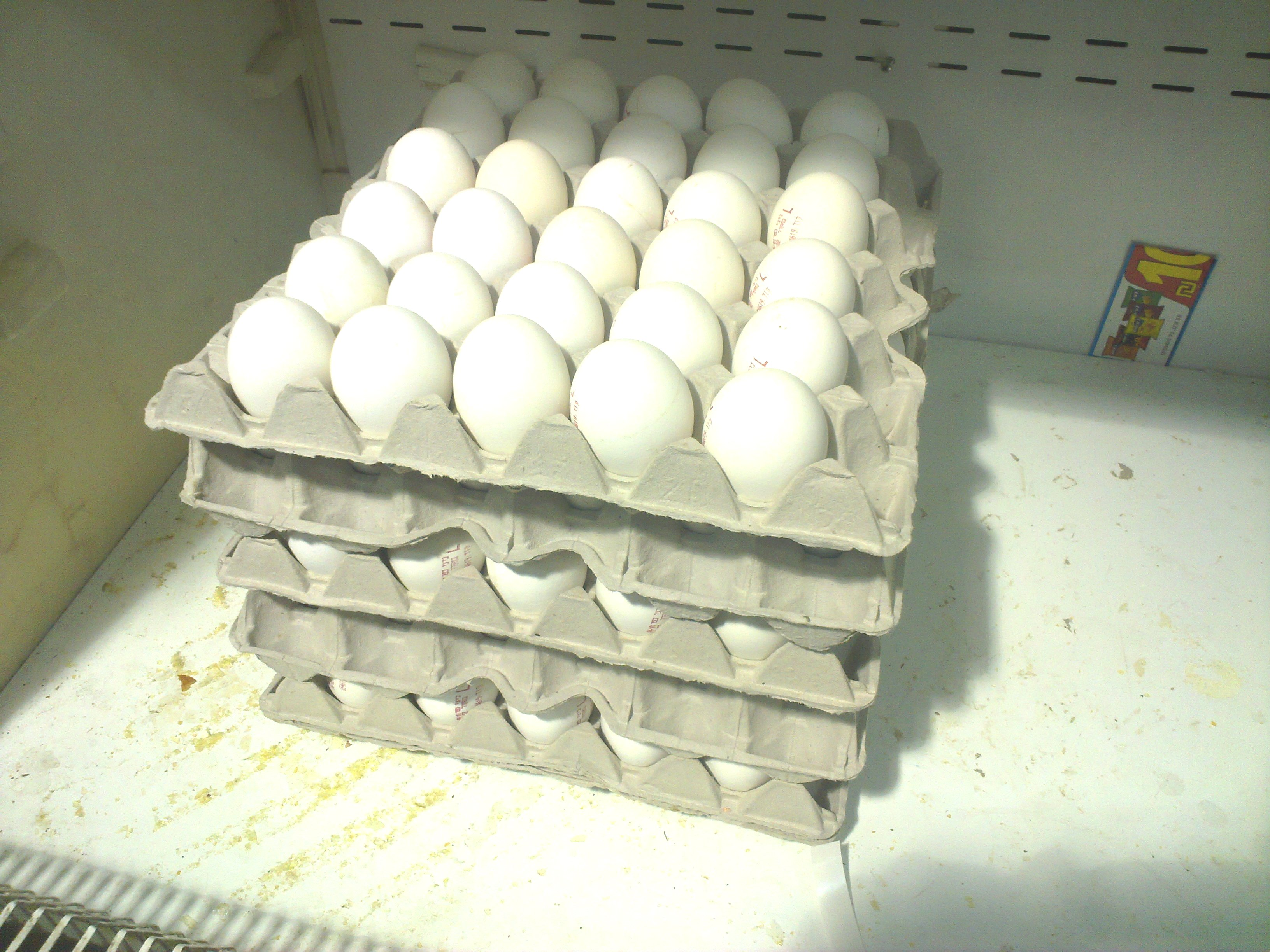
Większe wytłaczanki stosowane w hurtowym transporcie

Wytłaczanka (regionalnie matles od fr. matelassé – wytłaczany) – opakowanie do transportu i przechowywania jajek, najczęściej z masy papierowej.
Typowa wytłaczanka posiada specjalne wgłębienia, po jednym na każde jajko. Takie ułożenie jaj zapobiega ich stłuczeniu podczas transportu. Oprócz tektury do produkcji wytłaczanek stosuje się czasem także inne materiały, na przykład styropian lub papier-mâché. Standardowa wytłaczanka może pomieścić tuzin jaj, choć można też spotkać wersje mieszczące od 3 do nawet 30 sztuk.
Przed pojawieniem się na rynku wytłaczanek jajka przenoszono w koszach. Wiązało się to jednak z problemem tłuczenia się jajek podczas podróży. Pierwszy pojemnik przypominający te używane współcześnie stworzył Kanadyjczyk Joseph Coyle w 1911 roku.
Wytłaczanki po jajkach są też czasem używane jako tańszy zamiennik paneli akustycznych, choć w rzeczywistości mają mniejszy i nierównomierny współczynnik pochłaniania dźwięku.